# Léglantiers
Léglantiers [leɡlɑ̃tje] ist eine französische Gemeinde mit 553 Einwohnern (Stand 1. Januar 2022) im Département Oise in der Region Hauts-de-France (vor 2016 Picardie). Sie gehört zum Arrondissement Clermont und zum Kanton Estrées-Saint-Denis (bis 2015 Maignelay-Montigny). 

## Geographie
Léglantiers liegt etwa 37 Kilometer westnordwestlich von Compiègne. Umgeben wird Léglantiers von den Nachbargemeinden Ravenel im Norden und Nordwesten, Saint-Martin-aux-Bois im Norden und Nordosten, Montiers im Osten, Pronleroy im Süden sowie Angivillers im Westen und Südwesten.

## Bevölkerungsentwicklung
| Jahr                      | 1962 | 1968 | 1975 | 1982 | 1990 | 1999 | 2006 | 2013 |
| Einwohner                 | 329  | 331  | 312  | 338  | 371  | 434  | 514  | 565  |
| Quelle: Cassini und INSEE |      |      |      |      |      |      |      |      |

## Sehenswürdigkeiten

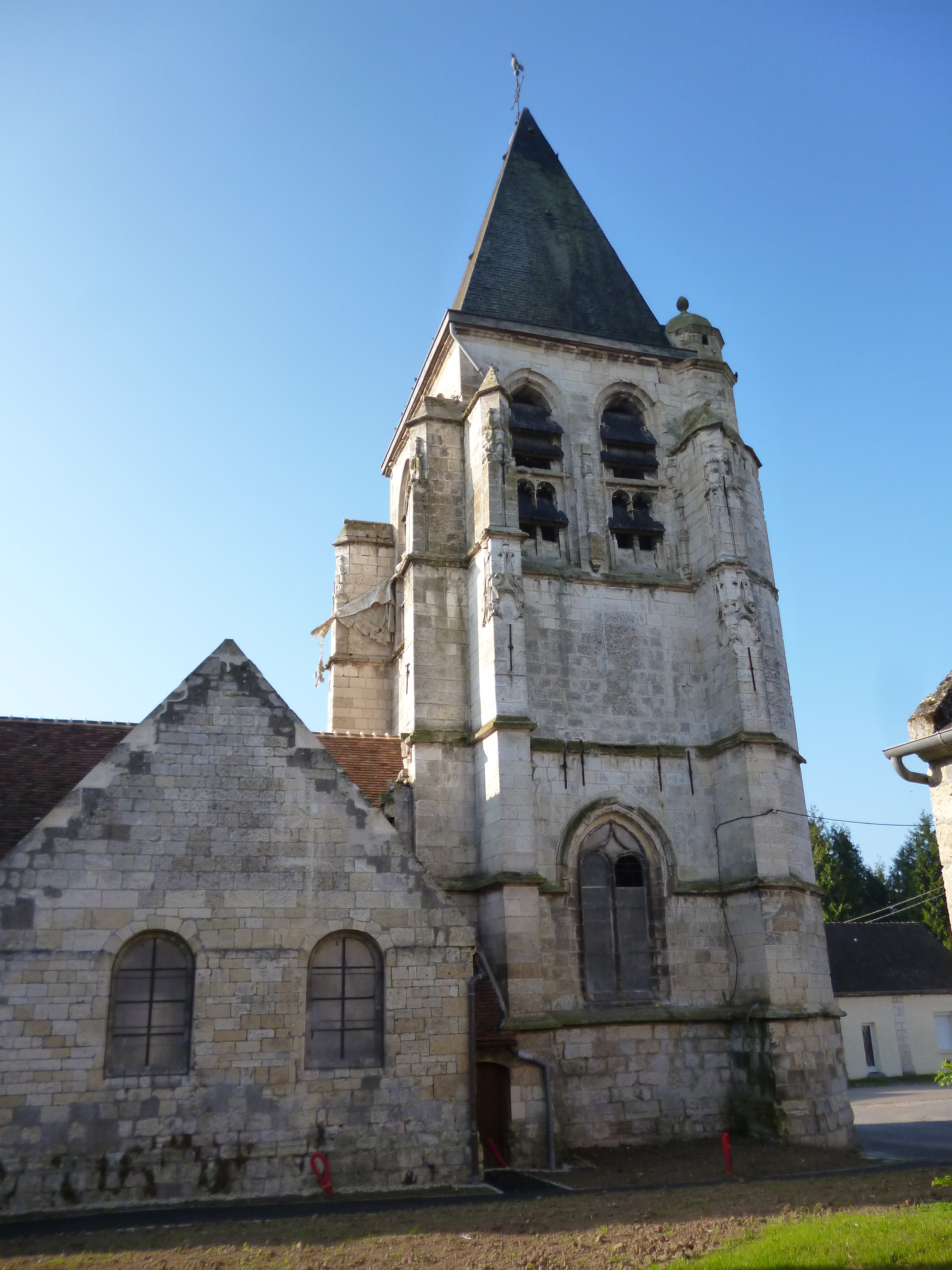
Kirche Saint-Éloi

- Kirche Saint-Éloi aus dem 15. Jahrhundert, seit 1927 Monument historique (siehe auch: Liste der Monuments historiques in Léglantiers)
- Kapelle Saint-Sauveur